# اللغة اليابانية الوسطى المتأخرة
اللغة اليابانية الوسطى المتأخرة (中世日本語 chūsei nihongo) هي مرحلة من اللغة اليابانية بعد اليابانية الوسطى المبكرة وقبل اليابانية الحديثة المبكرة. هي مرحلة تحول تتخلى فيها اللغة عن عدة مميزات قديمة وتصبح أقرب من شكلها الحديث.
استمرت الفترة لمدة 500 سنة تقريبا من القرن 12 عبر القرن 16. تقسم عادة لقسم مبكر وآخر متأخر. يتكون النصف الأول من اليابانية الوسطى المتأخرة سياسيا من نهاية فترة هييآن ويعرف ب «إنسي» وفترة كاماكورا؛ النصف الثاني من اليابانية الوسطى المتأخرة يتكون من فترة موروماتشي.

## خلفية
كانت نهاية القرن 12 وقت تحول من مجتمع النبلاء الأرستقراطي في فترة هييآن إلى مجتمع طبقة المحاربين الإقطاعي. تحول المركز السياسي مع هذا التغيير وتأسست عدة إدارات شوغون تنفيذية في الشرق. بدأت عدة حركات بوذية وارتفع محو الأمية نتيجة لانتشارها.
في وسط القرن 16 جاء مبشرون برتغاليون لليابان، وأدخلوا عدة مفاهيم وتكنولوجيات غربية وشاركوا لغتهم. أضيغت عدة كلمات مستعارة على اللغة.
درس وتعلم المبشرون البرتغاليون اليابانية أثناء محاولتهم للمسيحية، وكتبوا عدة كتب نحو ومعاجم وترجموا بعضا من أدبهم. لهذه المصادر قيمة كببرة في دراسات اليابانية الوسطى المتأخرة.